# Шеридан, Джон (футболист)
Джон Джо́зеф Ше́ридан (англ. John Joseph Sheridan;  1 октября 1964, Стретфорд, Англия) — ирландский футболист и футбольный тренер. В настоящее время является главным тренером английского клуба «Олдем Атлетик».

## Клубная карьера
По окончании школы подписал контракт с «Лидс Юнайтед», в котором дебютировал 20 ноября 1982 года в матче Второго дивизиона футбольной лиги с «Мидлсбро». За сезон в клубе он провёл 27 матчей, забив два мяча. Его лучшим сезоном в «Лидс Юнайтед» можно считать сезон 1996/97, когда клуб дошёл до полуфинала Кубка Англии и занял четвёртое место в чемпионате.
В результате ссоры с главным тренером клуба Говардом Уилкинсоном в августе 1989 ему пришлось перейти в «Ноттингем Форест» за 650 000 £, который выступал в Первом дивизионе.
В этом клубе ему не довелось сыграть. 3 ноября 1989 года он перешёл в «Шеффилд Уэнсдей», в котором провёл свои лучшие годы. Лучшим моментом в его жизни можно считать победный гол в ворота «Манчестер Юнайтед» в финале Кубка лиги 1991 года. Он помог клубу добиться значимых успехов: занять третье место в лиге в 1992 году, дойти до финала Кубка в 1993 и полуфинала Кубка лиги.
После прихода в команду нового тренера Дэвида Плита Шеридан перестал быть игроком основы. После аренды в «Бирмингем Сити» 13 ноября 1996 года за 180 000 £ он был продан в «Болтон Уондерерс». В сезоне 1996/97 за «Болтон» он провёл 20 матчей и забил 2 мяча. В сезоне 1997/98 «Болтон», как победитель Первого дивизиона, играл в Премьер-лиге. За сезон 1997/98 в «Болтоне» Джон Шеридан сыграл 12 матчей.
Затем был кратковременный период игры в «Донкастер Роверс», после чего он перешёл в «Олдем Атлетик», в котором и закончил игровую карьеру.

## Карьера в сборной
Шеридан в составе главной сборной Ирландии провёл 34 матча, забив 5 мячей. Находился в составе сборной на Евро-88, чемпионатах мира 1990 и 1994.

## Тренерская карьера
В 2003 году временно исполнял обязанности главного тренера «Олдем Атлетик». С 2006 по 2009 являлся главным тренером «Олдема». В сезоне 2006/07 занял со своим клубом 6 место в Лиге 1, а в сезоне 2007/08 — 8-е. 9 июня 2009 года Шеридан возглавил «Честерфилд». С 2013 по 2015 год был главным тренером «Плимут Аргайл».

## Достижения
«Шеффилд Уэнсдей»
- Обладатель Кубка Футбольной лиги: 1991

«Болтон Уондерерс»
- Победитель Первого дивизиона Футбольной лиги: 1996/97